# Novaspace/Diskografie
Diese Diskografie ist eine Übersicht über die musikalischen Werke des deutschen Dance-Pop-Projektes Novaspace. Seine erfolgreichste Veröffentlichung ist die Debütsingle Time After Time, die Top-10-Platzierungen in Deutschland und Österreich sowie Chartplatzierungen in der Schweiz und dem Vereinigten Königreich erzielte.

## Alben

### Studioalben
| Jahr | Titel Musiklabel               | Höchstplatzierung, Gesamtwochen, AuszeichnungChartplatzierungen (Jahr, Titel, Musiklabel, Platzierungen, Wochen, Auszeichnungen, Anmerkungen) | Höchstplatzierung, Gesamtwochen, AuszeichnungChartplatzierungen (Jahr, Titel, Musiklabel, Platzierungen, Wochen, Auszeichnungen, Anmerkungen) | Höchstplatzierung, Gesamtwochen, AuszeichnungChartplatzierungen (Jahr, Titel, Musiklabel, Platzierungen, Wochen, Auszeichnungen, Anmerkungen) | Höchstplatzierung, Gesamtwochen, AuszeichnungChartplatzierungen (Jahr, Titel, Musiklabel, Platzierungen, Wochen, Auszeichnungen, Anmerkungen) | Anmerkungen                           |
| Jahr | Titel Musiklabel               | DE | AT | CH | UK | Anmerkungen                           |
| ---- | ------------------------------ | --- | --- | --- | --- | ------------------------------------- |
| 2003 | Supernova Konsum Records (UMG) | DE28 (5 Wo.)DE | AT39 (5 Wo.)AT | — | — | Erstveröffentlichung: 6. Januar 2003  |
| 2004 | Cubes Konsum Records (Sony)    | DE27 (6 Wo.)DE | AT24 (6 Wo.)AT | — | — | Erstveröffentlichung: 9. Februar 2004 |

### Remixalben
| Jahr | Titel Musiklabel                     | Höchstplatzierung, Gesamtwochen, AuszeichnungChartplatzierungen (Jahr, Titel, Musiklabel, Platzierungen, Wochen, Auszeichnungen, Anmerkungen) | Höchstplatzierung, Gesamtwochen, AuszeichnungChartplatzierungen (Jahr, Titel, Musiklabel, Platzierungen, Wochen, Auszeichnungen, Anmerkungen) | Höchstplatzierung, Gesamtwochen, AuszeichnungChartplatzierungen (Jahr, Titel, Musiklabel, Platzierungen, Wochen, Auszeichnungen, Anmerkungen) | Höchstplatzierung, Gesamtwochen, AuszeichnungChartplatzierungen (Jahr, Titel, Musiklabel, Platzierungen, Wochen, Auszeichnungen, Anmerkungen) | Anmerkungen                        |
| Jahr | Titel Musiklabel                     | DE | AT | CH | UK | Anmerkungen                        |
| ---- | ------------------------------------ | --- | --- | --- | --- | ---------------------------------- |
| 2006 | DJ Edition Konsum Records (Sony BMG) | DE68 (3 Wo.)DE | — | — | — | Erstveröffentlichung: 2. Juni 2006 |

## Singles
| Jahr | Titel Album                                  | Höchstplatzierung, Gesamtwochen, AuszeichnungChartplatzierungen (Jahr, Titel, Album, Platzierungen, Wochen, Auszeichnungen, Anmerkungen) | Höchstplatzierung, Gesamtwochen, AuszeichnungChartplatzierungen (Jahr, Titel, Album, Platzierungen, Wochen, Auszeichnungen, Anmerkungen) | Höchstplatzierung, Gesamtwochen, AuszeichnungChartplatzierungen (Jahr, Titel, Album, Platzierungen, Wochen, Auszeichnungen, Anmerkungen) | Höchstplatzierung, Gesamtwochen, AuszeichnungChartplatzierungen (Jahr, Titel, Album, Platzierungen, Wochen, Auszeichnungen, Anmerkungen) | Anmerkungen                                                                        |
| Jahr | Titel Album                                  | DE | AT | CH | UK | Anmerkungen                                                                        |
| ---- | -------------------------------------------- | --- | --- | --- | --- | ---------------------------------------------------------------------------------- |
| 2002 | Time After Time Supernova                    | DE6 (12 Wo.)DE | AT7 (18 Wo.)AT | CH67 (6 Wo.)CH | UK29 (3 Wo.)UK | Erstveröffentlichung: 6. Mai 2002 Neuauflage: 22. Mai 2009; Original: Cyndi Lauper |
| 2002 | To France Supernova                          | DE27 (9 Wo.)DE | AT23 (8 Wo.)AT | CH83 (4 Wo.)CH | — | Erstveröffentlichung: 19. August 2002 Original: Mike Oldfield & Maggie Reilly      |
| 2002 | Guardian Angel Supernova                     | DE9 (10 Wo.)DE | AT11 (14 Wo.)AT | — | — | Erstveröffentlichung: 6. Dezember 2002 Original: Masquerade                        |
| 2003 | Paradise Supernova                           | DE48 (6 Wo.)DE | AT41 (7 Wo.)AT | — | — | Erstveröffentlichung: 22. April 2003                                               |
| 2003 | Run to You Cubes                             | DE38 (6 Wo.)DE | AT38 (5 Wo.)AT | — | — | Erstveröffentlichung: 29. September 2003 Original: Bryan Adams                     |
| 2004 | Beds Are Burning Cubes                       | DE7 (11 Wo.)DE | AT2 (19 Wo.)AT | CH42 (7 Wo.)CH | — | Erstveröffentlichung: 12. Januar 2004 Original: Midnight Oil                       |
| 2004 | So Lonely Cubes                              | DE15 (9 Wo.)DE | AT10 (16 Wo.)AT | CH87 (7 Wo.)CH | — | Erstveröffentlichung: 6. Juni 2004 Original: The Police                            |
| 2004 | Dancing with Tears in My Eyes 2004 Supernova | DE11 (10 Wo.)DE | AT6 (16 Wo.)AT | CH98 (1 Wo.)CH | — | Erstveröffentlichung: 4. Oktober 2004 Original: Ultravox                           |
| 2006 | All Through the Night 2006 DJ Edition        | DE50 (7 Wo.)DE | — | — | — | Erstveröffentlichung: 2. Juni 2006 Original: Jules Shear                           |
| 2009 | Dancing into Danger –                        | DE79 (5 Wo.)DE | — | — | — | Erstveröffentlichung: 2. Januar 2009 Original: Inker & Hamilton                    |
| 2009 | Love Changes Everything –                    | — | — | — | — | Erstveröffentlichung: 18. Dezember 2009 Original: Climie Fisher                    |
| 2010 | Close Your Eyes –                            | — | — | — | — | Erstveröffentlichung: 20. August 2010                                              |
| 2011 | Don’t Look Back –                            | — | — | — | — | Erstveröffentlichung: 4. März 2011                                                 |
| 2012 | On the Radio –                               | — | — | — | — | Erstveröffentlichung: 15. Juni 2012                                                |
| 2025 | Love Is like an Ocean –                      | — | — | — | — | Erstveröffentlichung: 13. Mai 2025                                                 |
| 2025 | Sundancer –                                  | — | — | — | — | Erstveröffentlichung: 11. Juli 2025                                                |

## Musikvideos
| Jahr | Titel                              | Regie            |
| ---- | ---------------------------------- | ---------------- |
| 2002 | Time After Time                    |                  |
| 2002 | To France                          | Stefan Browatzki |
| 2002 | Guardian Angel                     |                  |
| 2003 | Paradise                           | Joern Heitmann   |
| 2003 | Run to You                         | Niels Laupert    |
| 2004 | Beds Are Burning                   | Niels Laupert    |
| 2004 | So Lonely                          | Niels Laupert    |
| 2004 | Dancing with Tears in My Eyes 2004 |                  |
| 2006 | All Through the Night              |                  |
| 2008 | Dancing into Danger                | Niels Laupert    |
| 2009 | Love Changes Everything            | Niels Laupert    |
| 2010 | Close Your Eyes                    |                  |

## Sonderveröffentlichungen

### Alben
| Jahr | Titel Musiklabel                | Anmerkungen                                                  |
| ---- | ------------------------------- | ------------------------------------------------------------ |
| 2004 | Run to You Konsum Records (GRC) | Erstveröffentlichung: 2004 Veröffentlichung nur in Südafrika |

### Lieder
| Jahr | Titel Interpretation            | Anmerkungen                                            |
| ---- | ------------------------------- | ------------------------------------------------------ |
| 2002 | Ride Like the Wind D&M Project  | Erstveröffentlichung: 2002 Original: Christopher Cross |
| 2002 | In Your Arms Mash               | Erstveröffentlichung: 2002 Original: Cutting Crew      |
| 2003 | 1000 Times Flatboyz & Fay       | Erstveröffentlichung: 2003                             |
| 2003 | Lover on the Line Bad Boys Blue | Erstveröffentlichung: 7. Juli 2003                     |

## Statistik

### Chartauswertung
|                     | DE    | AT    | CH    | UK    |
| ------------------- | ----- | ----- | ----- | ----- |
| Nummer-eins-Alben   | DE—DE | AT—AT | CH—CH | UK—UK |
| Top-10-Alben        | DE—DE | AT—AT | CH—CH | UK—UK |
| Alben in den Charts | DE3DE | AT2AT | CH—CH | UK—UK |

|                       | DE     | AT    | CH    | UK    |
| --------------------- | ------ | ----- | ----- | ----- |
| Nummer-eins-Singles   | DE—DE  | AT—AT | CH—CH | UK—UK |
| Top-10-Singles        | DE3DE  | AT4AT | CH—CH | UK—UK |
| Singles in den Charts | DE10DE | AT8AT | CH5CH | UK1UK |